# 天主教恩雍多教區
天主教恩雍多教區（拉丁語：Dioecesis Nyundoënsis）是盧旺達一個羅馬天主教教區，屬基加利總教區。
教區前身是一個宗座代牧區，成立於1952年2月14日。1959年11月10日升為教區。
教區位於該國西部省北部。2004年有教友516,483人（佔轄區總人口37.1%）、十九個堂區、五十名司鐸。現任教區主教為阿萊克西斯·哈比亞姆貝雷。